# Сент-Круа (округ, Вісконсин)
Шаблон:StateAbbr_ 45°02′ пн. ш. 92°27′ зх. д. / 45.04° пн. ш. 92.45° зх. д.
 Сент-Круа (англ. St. Croix County) — округ (графство) у штаті  Вісконсин. Ідентифікатор округу 55109.

## Історія
Округ утворений 1849 року.

## Демографія
За даними перепису 
2000 року 
загальне населення округу становило 63155 осіб, зокрема міського населення було 27271, а сільського — 35884.
Серед них чоловіків — 31608, а жінок — 31547. В окрузі було 23410 домогосподарств, 16946 родин, які мешкали в 24265 будинках.
Середній розмір родини становив 3,12.
Віковий розподіл населення поданий у таблиці:
| Стать    | До 15 років | 15-21 | 22-29 | 30-39 | 40-49 | 50-65 | 65-85 | Понад 85 |
| -------- | ----------- | ----- | ----- | ----- | ----- | ----- | ----- | -------- |
| Чоловіки | 7387        | 3210  | 3205  | 5246  | 5360  | 4630  | 2306  | 264      |
| Жінки    | 7081        | 2903  | 3103  | 5227  | 5263  | 4319  | 2938  | 713      |

## Суміжні округи
- Полк — північ
- Беррон — північний схід
- Данн — схід
- Пієрс — південь
- Вашингтон, Міннесота — захід

## Виноски
1. ↑  U.S. Decennial Census. United States Census Bureau. Процитовано 9 серпня 2015.
2. ↑  Historical Census Browser. University of Virginia Library. Архів оригіналу за 11 серпня 2012. Процитовано 9 серпня 2015.
3. ↑  Forstall, Richard L., ред. (27 березня 1995). Population of Counties by Decennial Census: 1900 to 1990. United States Census Bureau. Процитовано 9 серпня 2015.
4. ↑  Census 2000 PHC-T-4. Ranking Tables for Counties: 1990 and 2000 (PDF). United States Census Bureau. 2 квітня 2001. Процитовано 9 серпня 2015.
5. ↑  State & County QuickFacts. United States Census Bureau. Архів оригіналу за 6 червня 2011. Процитовано 23 січня 2014. [Архівовано 2011-06-06 у Wayback Machine.](англ.) Наведено за англійською вікіпедією.
6. ↑  American FactFinder. Бюро перепису населення США. Архів оригіналу за 26 лютого 2012. Процитовано 31 січня 2008. [Архівовано 2008-05-21 у Wayback Machine.]

| США | Це незавершена стаття з географії США. Ви можете допомогти проєкту, виправивши або дописавши її. |